# Lutica deccanensis
Lutica deccanensis är en spindelart som beskrevs av Benoy Krishna Tikader och C.L. Malhotra 1976. Lutica deccanensis ingår i släktet Lutica och familjen Zodariidae. Inga underarter finns listade i Catalogue of Life.